# Honolulu County
Honolulu County är ett county i delstaten Hawaii, USA. Honolulu är ett av fem countyn i staten och omfattar ön Oahu samt några mindre öar i den nordvästra delen av Hawaii. År 2010 hade Honolulu County 953 207 invånare. Den administrativa huvudorten (county seat) är huvudstaden Honolulu.
Flera militärbaser är belägna i countyt, däribland Camp H.M. Smith, Joint Base Pearl Harbor-Hickam och Schofield Barracks

## Geografi
Enligt United States Census Bureau har countyt en total area på 5508 km². 1 554 km² av den arean är land och 3 954 km² är vatten. 